# Joseph-Louis de Lagrange
Grof Joseph-Louis de Lagrange (rojen Giuseppe Lodovico Lagrangia), italijansko-francoski plemič, matematik, astronom in mehanik, * 25. januar 1736, Torino, Piemont, Italija, † 10. april 1813, Pariz, Francija.

## Življenje in delo
De Lagrange je bil raziskovalec na skoraj vseh področjih tedanje matematike. Mnogi ga imajo za največjega matematika 18. stoletja. V nebesni mehaniki je raziskoval problem treh teles. Pred svojim dvajsetim letom starosti je bil profesor geometrije na kraljevi topniški šoli v Torinu. Kmalu je postal svetovno znan zaradi svojega dela o valovni mehaniki in o ekstremih funkcij.
Znan je njegov Lagrangeev izrek o končnem prirastku funkcije.
Najbolj znan je njegov dokaz iz teorije števil iz leta 1770, da lahko vsako pozitivno celo število, ki ni kvadrat zapišemo kot vsoto največ štirih kvadratov.
Leta 1771 je dokazal Wilsonov izrek, kjer pri praštevilskem n je (n - 1)! + 1 vedno mnogokratnik n.
Znano pa je tudi njegovo proučevanje rešitev algebrskih enačb, ki je kasneje pripomoglo k razvoju teorije grup in Galoisove teorije.
Njegovo najpomembnejše in najvplivnejše delo je prav gotovo knjiga Analitična mehanika (Méchanique analytique) iz leta 1788, v kateri je zapisal splošne enačbe, s katerimi je mogoče rešiti vrsto problemov iz mehanike.
Bil je med ustanovnimi člani Urada za dolžine (Bureau des longitudes) leta 1795.

## Priznanja

### Poimenovanja
Po njem se imenuje udarni krater Lagrange na Luni s koordinatama 33,3° južno; 72,8° zahodno, premerom 225 km in globino 2,7 km, ter asteroid glavnega pasu 1006 Lagrangea.